# Adelschlag
Adelschlag é um município da Alemanha, no distrito de Eichstätt, na região administrativa de Oberbayern , estado de Baviera.